# الدوري التايلاندي الممتاز 2000
الدوري التايلاندي الممتاز 2000 (بالتايلندية: คาลเท็กซ์พรีเมียร์ลีก ฤดูกาล 2543)‏ هو الموسم 5 من الدوري التايلاندي الممتاز. كان عدد الأندية المشاركة فيه 12، وفاز فيه نادي بوليس تيرو.